# 사랑의 조건 (1993년 드라마)
《사랑의 조건》은 1993년 4월 5일부터 같은 해 9월 25일까지 방영되었던 SBS의 아침연속극으로, 의사인 남자 주인공이 아내의 과거 때문에 파경을 맞게 되는 내용이다.

## 내용
과거에 그늘에서 벗어나 참사랑을 얻기 위해 발버둥치는 여성의 행복, 좌절을 통해서 우리가 추구해야 할 진정한 사랑하고 가치관이 무엇인지를 모색해 보는 작품이다.

## 출연
- 강문영(오유미)
- 임성민(홍민우)
- 나영희(장선영)
- 서정민(홍이화)
- 김홍석(서 박사)
- 김세윤(민우 부)
- 홍세미(민우 모)
- 연운경(유미 모)
- 장학수(유미 부)
- 서영애(성훈 모)
- 박성미(채영)
- 정하완(성훈)
- 권소정(정란)
- 최준용(심성일)
- 이진아, 김미선, 공형진, 김희정, 라재웅, 박웅